# Sangala subcyanea
Sangala subcyanea là một loài bướm đêm trong họ Geometridae.